# John Franklin Carter
John Franklin Carter (* 27. April 1897 in Fall River, Massachusetts; † 28. November 1967 in Washington, D.C.) war ein US-amerikanischer Journalist und Schriftsteller, der mit seinen teilweise unter dem Pseudonym „Jay Franklin“ erschienenen Publikationen die Demokratische Partei unterstützte. Im Zweiten Weltkrieg leitete er eine geheime Arbeitsgruppe, die Präsident Franklin D. Roosevelt mit Informationen aus dem Milieu der Journalisten, Politiker und Diplomaten versorgte. Er machte sich auch einen Namen als Autor von Kriminal- und Science-Fiction-Romanen.

## Leben

### Bis zum Zweiten Weltkrieg
Carter war eines von sieben Kindern einer episkopalischen Pastorenfamilie. Er studierte Politologie an der Universität von Yale. Zu seinen Kommilitonen gehörte Thornton Wilder. Noch vor dem Examen nahm Carter das Angebot an, für das Williamstown Institute of Politics nach Italien zu gehen. In Rom begann er, als freier Korrespondent für britische Zeitungen sowie die New York Times zu arbeiten.
1928 kehrte er in die USA zurück. Nach einer kurzen Tätigkeit als Wirtschaftsexperte im State Department nahm er in Washington, D.C. die Arbeit als Korrespondent für die Magazine Liberty und Vanity Fair auf. 1932 führte er für die New York Times ein Interview mit Hermann Göring, das Treffen in Berlin hatte der Auslandspressechef der NSDAP, Ernst Hanfstaengl, arrangiert.
Von 1934 bis 1936 bekleidete Carter den Posten eines Unterstaatssekretärs für Landwirtschaft. In diesem Amt war er auch Redenschreiber für Landwirtschaftsminister Henry A. Wallace. Unter dem Pseudonym „Diplomat“ schrieb er Kriminalromane, die im politischen Milieu angesiedelt sind; später verwendete er auch das Pseudonym „Unofficial Observer“.
Von 1936 an widmete er sich wieder dem Journalismus: Unter dem Pseudonym „Jay Franklin“ schrieb er regelmäßig Kolumnen über das Weiße Haus, auch war er Kommentator des Rundfunksenders NBC. Er hatte dabei direkten Zugang zu Präsident Roosevelt und galt bald als einer seiner Vertrauten. Er berichtete dem Präsidenten über Ereignisse und Stimmungen unter den Journalisten, Politikern und Diplomaten und bekam bald auch die Finanzmittel aus dem Weißen Haus, „eine kleine inoffizielle Spionageabteilung“ („a small and informal intelligence unit“) aufzubauen, die Roosevelt jenseits der offiziellen Dienstwege des Regierungsapparats über das politische Geschehen unterrichten sollte.

### Im Zweiten Weltkrieg
Zu Beginn des Zweiten Weltkriegs bekam Carter die Mittel, seine formal private Spionagegruppe weiter auszubauen. 1942 berichtete er als erster im Weißen Haus über das Vernichtungslager Belzec, seine Mitarbeiter hatten Flüchtlinge aus Osteuropa befragt. Als Carter erfuhr, dass der frühere Hitler-Vertraute Ernst Hanfstaengl, der sich 1937 aus Deutschland nach Großbritannien abgesetzt hatte, zu Kriegsbeginn von den Briten in ein Internierungslager für Deutsche nach Kanada gebracht worden war, bekam er die Genehmigung Roosevelts, Hanfstaengl psychologische Profile der NS-Führer erstellen zu lassen; dieser wurde von den Briten den amerikanischen Behörden überstellt. Mitarbeiter Carters und auch dieser selbst befragten Hanfstaengl regelmäßig, dessen Berichte bekam Roosevelt.
Im April 1943 legte Carter dem Präsidenten eine Analyse Hanfstaengls über die deutschen Berichte über das Massaker von Katyn vor, in der die Sowjets der Täterschaft beschuldigt wurden. Doch verwarf Roosevelt diese Analyse. Vergeblich versuchte Carter, der dazu auch die in Washington akkreditierten Diplomaten der polnischen Exilregierung befragte, Roosevelt von der sowjetischen Täterschaft im Wald von Katyn zu überzeugen.
Die Gruppe Carters wurde vom State Department sowie den Geheimdiensten OSS und FBI mit großem Misstrauen und als Konkurrenz betrachtet, bekam aber stets die Rückendeckung Roosevelts.

### Nach dem Zweiten Weltkrieg
1945 schlug Carter Roosevelts Nachfolger Harry S. Truman die Fortsetzung seiner Tätigkeit vor. Dieser lehnte den Vorschlag ab, nahm Carter aber in den Kreis seiner Redenschreiber auf. 1948 schied Carter aus den Diensten des Weißen Hauses aus. 1950 übernahm er die Leitung der Abteilung für Öffentlichkeitsarbeit des Staates New York.
1952 wurde Carter von der Madden-Kommission, dem Untersuchungsausschuss des US-Kongresses zum Massaker von Katyn, befragt. Er legte dar, dass es im Weißen Haus unter Roosevelt kein Interesse an der Version von der sowjetischen Täterschaft gegeben habe.